# Os Caras de Pau em O Misterioso Roubo do Anel
Os Caras de Pau em O Misterioso Roubo do Anel é um filme brasileiro de 2014, dos gêneros ação e comédia, dirigido por Felipe Joffily e estrelado por Leandro Hassum e Marcius Melhem, contando com as participações especiais de Christine Fernandes, Adriano Garib, Márcio Vito e André Mattos.
O filme teve lançamento oficial em 25 de dezembro de 2014.

## Sinopse
Os seguranças mais atrapalhados da TV, Pedrão (Marcius Melhem) e Jorginho (Leandro Hassum) agora estão nos cinemas e desta vez para executar uma supermissão: eles terão de cuidar de um valioso anel, que ultrapassou várias gerações e que agora pertence a socialite Gracinha de Medeiros (Christine Fernandes), por quem Pedrão se apaixona. Mas no meio da noite, eles são surpreendidos por um ninja que queria roubar o anel do museu e acabam sendo suspeitos, pois o ninja tinha fugido. O problema é que o ninja não estava com o anel e sim, no estômago de Jorginho. Após saírem da prisão, os dois terão de enfrentar problemas com os ninjas para poderem se safar e provarem que não são os ladrões. Será que eles vão conseguir?

## Elenco
| Ator(riz)             | Personagem                        |
| --------------------- | --------------------------------- |
| Marcius Melhem        | Pedrão                            |
| Leandro Hassum        | Jorginho                          |
| Christine Fernandes   | Gracinha de Medeiros              |
| Márcio Vito           | Diretor do Museu (Seu Diretor)    |
| Adriano Garib         | Delegado                          |
| André Mattos          | Manuel Capone                     |
| Augusto Madeira       | 1º Mafioso                        |
| Antônio Fragoso       | 2º Mafioso                        |
| Alexandre Regis       | 3º Mafioso                        |
| Marcello Caridade     | 4º Mafioso                        |
| Ricardo Pereira       | Mendigo                           |
| Eber Inácio           | Mordomo Josias                    |
| Paulo Carvalho        | Dono do banco                     |
| Cândido Damm          | Apresentador do telejornal        |
| Miguel Nader          | Presidiário 1                     |
| Thiago Varella        | Presidiário 2                     |
| Gillray Coutinho      | Médico do presídio                |
| Samir Murad           | Diretor do museu de Iguaba Grande |
| Cláudio Cinti         | Policial em Iguaba                |
| Leo Alberti           | Arqueólogo                        |
| Felipe Fontoura       | Ninja 1                           |
| Pedro Cabizuca Xavier | Soldado Arquibaldo de Medeiros    |
| Pedro Cabizuca Xavier | Ninja 2                           |

### Vozes
| Ator(riz)     | Personagem       |
| ------------- | ---------------- |
| José Santana  | Locução (placas) |
| Philippe Maia | Ninja            |
| Nizo Neto     | Ninja            |
| Mauro Ramos   | Locução          |

## Bilheteria
No primeiro final de semana 408 071 pessoas assistiram o filme nos cinemas, totalizando 521 061 bilhetes vendidos ao completar uma semana em cartaz. A partir da segunda semana o número de ingressos vendidos de Os Caras de Pau em O Misterioso Roubo do Anel passou a cair consecutivamente. Na segunda semana atingiu um milhão de espectadores. A bilheteria foi finalizada com um público de 1 891 694 espectadores após cinco semanas em cartaz.